# Maciej Bodnar
Maciej Bodnar (født 7. marts 1985) er en polsk forhenværende professionel cykelrytter.

## Meritter
2006
 National U23 mester i enkeltstart
2007
 National U23 mester i enkeltstart
GP Bradlo
2009
 National mester i enkeltstart
2010
3. plads, 1. etape (ITT), Tyrkiet Rundt
2012
 National mester i enkeltstart
3. plads samlet, Tre dage ved Panne
2013
 National mester i enkeltstart
2014
Etapesejr, Tre dage ved Panne
2015
4. etape Polen Rundt
2016
Etapesejr, Tre dage ved Panne
 National mester i enkeltstart
2017
20. etape (ITT), Tour de France